# Mort d'Alhoussein Camara
Le texte peut changer fréquemment, n’est peut-être pas à jour et peut manquer de recul. 
Le titre et la description de l'acte concerné reposent sur la qualification juridique retenue lors de la rédaction de l'article et peuvent évoluer en même temps que celle-ci.
La mort d'Alhoussein Camara résulte du tir d'un policier, le 14 juin 2023 à Saint-Yrieix-sur-Charente dans la banlieue d'Angoulême en Charente. C'était un jeune Guinéen arrivé en France en 2018 et travaillant dans une base logistique. Le drame se produit peu avant la mort de Nahel Merzouk et dans des circonstances apparemment identiques, à ceci près qu'il n'y a ni témoin ni vidéo. Les résultats de l'enquête affaiblissent la thèse policière de la légitime défense.

## Contexte
À la suite de l'affaire des policiers brûlés à Viry-Châtillon, la loi sur l'usage des armes à feu par les policiers est modifiée en février 2017 pour être alignée sur celle des gendarmes, autorisant les premiers à faire feu sur un véhicule « dont les occupants sont susceptibles de perpétrer, dans leur fuite, des atteintes à leur vie ou à leur intégrité physique ou à celles d’autrui » alors qu'ils devaient jusqu'alors être en situation de légitime défense pour pouvoir faire usage de leurs armes,.
Le terme « susceptible » laisse ainsi aux policiers le loisir d'évaluer la situation, et rend l'appréciation ambigüe en permettant aux policiers d'agir avant qu'un délit ne soit commis.
Ce changement dans la loi se traduit dans les faits par une augmentation des cas de tirs mortels de policiers sur des conducteurs récalcitrants, une étude statistique a montré que les tirs policiers mortels sur les véhicules en mouvement ont été multipliés par cinq entre avant et après le vote de la loi de 2017. Selon l'inspection générale de la Police nationale (IGPN) le nombre de tirs est resté constant, dans une fourchette de 137 à 170 entre 2016 et 2022. Selon le sociologue Sebastian Roché, spécialiste des polices dans l'Union européenne, en 2021, 2 675 refus d’obtempérer graves ont été enregistrés par la police nationale, pour 157 tirs, soit « 5,9 % des cas. C’est un risque tout à fait conséquent et pas un phénomène marginal ». De plus, « les tirs mortels dans des situations comparables sont passés de 2 en 2021 à 13 en 2022 ». En comparaison, « un seul tir mortel à la suite d’un refus d’obtempérer a été recensé en dix ans en Allemagne ».
La mort de Alhoussein Camara constitue la deuxième fusillade mortelle lors d'un contrôle routier en France en 2023. En 2020, il y a eu 3 décès, suivis de 2 en 2021 et 13 en 2022.

## Protagonistes

### Alhoussein Camara
Alhoussein Camara est un jeune Guinéen de 19 ans arrivé en Charente en 2018. Originaire de Matam, l’une des six communes de Conakry, il résidait au foyer de jeunes travailleurs (FJT) Pierre-Sémard, dans le quartier de Bel-Air, à Angoulême. Il travaillait à la base d'Intermarché de Roullet,.

### Policier
Âgé de 52 ans, il exerce en brigade de nuit de police-secours depuis 2006. 

## Version policière
Selon la version de la police dans le cadre de l'enquête pénale en cours, la seule version disponible en l'absence de témoin ou de vidéo, Alhoussein Camara est repéré par la police alors que sa voiture « zigzague » (mais les policiers se sont contredits sur les raisons du contrôle, l'un d'eux a d'abord affirmé qu'il qu’Alhoussein Camara roulait de « manière saccadée », avant de dire en garde à vue que rien de particulier n'avait motivé le contrôle). Il est poursuivi sur environ 5 kilomètres « à allure réduite ». Quand une seconde patrouille « tente une première fois de l’intercepter », il accélère avant de s'arrêter à un feu rouge, où il est enserré par les deux voitures de police. Il aurait alors fait marche arrière puis « orienté le nez du véhicule vers un autre policier qui s’approchait de lui ». « Touché aux jambes lors de cette manœuvre, [le policier] fait usage simultanément de son arme de service (…) au niveau du haut du corps ». Alhoussein Camara décède, atteint d'une balle dans le thorax. Le policier présente quant à lui une entorse au genou avec une incapacité totale de travail estimée à 30 jours,.

## Enquêtes

### Garde à vue et information judiciaire
Le 16 juin 2023, la famille d'Alhoussein Camara est reçue dans le bureau de la procureure de la République d'Angoulême, Stéphanie Aouine. Plus tard dans la matinée, la tante du jeune homme dépose une plainte pour homicide, au siège départemental de la gendarmerie.  
Le 28 juin 2023, à 6 h du matin, le policier auteur du tir mortel est placé en garde à vue. Durant cette dernière, il maintient sa version des faits. Dans la soirée, il est mis en examen pour homicide volontaire et placé sous contrôle judiciaire avec interdiction de détenir une arme et d'exercer son métier,. 
Les résultats de l'enquête contredisent la version policière: selon l'autopsie, Alhoussein Camara aurait été tué dans le dos par un policier, ce qui affaiblit la thèse de la légitime défense. Les vidéos de surveillance montrent que le jeune homme ne zigzaguait pas sur la chaussée, et n'attestent pas d'une course poursuite après l'interpellation. Les analyses toxicologiques sont négatives, alors qu'un policier décrivait un état d'ivresse,.

### Avocats

#### Famille
Le 29 juin 2023, l'avocat Arié Alimi, spécialisé dans les violences policières, fait savoir sur Twitter que la famille d'Alhoussein Camara l'a choisi pour défendre ses intérêts. 

## Réactions
Dans Libération, le journaliste Daniel Schneidermann relève que la mort de ce jeune Guinéen n'a été pratiquement couverte que par la presse régionale.

## Conséquences

### Marches blanches
Une marche blanche en hommage à Alhoussein Camara est organisée le 17 juin 2023 à Angoulême. Elle rassemble près de 800 personnes au départ du Champ-de-Mars parmi lesquelles Senkoun Sylla, ambassadeur de Guinée en France. 
Un rassemblement « Vérité et justice » pour Alhoussein Camara est organisé le 22 juin 2023 à Grenoble par l'Association des Guinéens de Grenoble-Isère (AGIS) en partenariat avec plusieurs autres associations locales, dont l'Association pour les droits et l’accompagnement des livreurs indépendants (ADALI),.

### Enterrement de la victime
Le corps d'Alhoussein Camara est rapatrié en Guinée, à Conakry, le 28, ou le 29 juin 2023 pour y être enterré le 30.